# Kniphofia insignis
Kniphofia insignis là một loài thực vật có hoa trong họ Thích diệp thụ. Loài này được Rendle miêu tả khoa học đầu tiên năm 1896.